# Габрески, Габби
Габби Габрески (англ. Gabby Gabreski; полное имя: Фрэнсис Стэнли Габрески, англ. Francis Stanley Gabreski; имя при рождении: Франтишек Станислав Габришевский, пол. Franciszek Stanisław Gabryszewski; 28 января 1919, Ойл-Сити, Пенсильвания — 31 января 2002, штат Нью-Йорк) — американский пилот истребителя, лётчик-ас времён Второй мировой и Корейской войны. С личным счётом 34 сбитых самолёта Габби Габрески является самым результативным американским лётчиком в обоих этих войнах.

## Биография
Родился в 1919 году в Ойл-Сити, штат Пенсильвания, в католической семье эмигрантов из Польши. Его отец, Станислав Габришевский, уроженец города Фрамполя (совр. Люблинское воеводство Польши), перебрался в США в начале 1900-х годов, где сменил имя на английский аналог — Стэнли, и к моменту рождения сына завёл на новой родине малый бизнес в сфере торговли. Работал по 12 часов в день и в итоге стал достаточно зажиточным, чтобы обеспечить своему сыну Габби  не только среднее, но и высшее образование — в престижном католическом университете Нотр-Дам поблизости от Чикаго. Правда, его сын был не слишком прилежным абитуриентом и чуть было не завалил вступительные экзамены, состоявшиеся в 1938 году. Зато он увлёкся самолётами, проводя много времени в имевшейся при университете авиашколе, где у него была возможность неоднократно пилотировать легкомоторный самолёт. 
С началом Второй мировой войны, Габби, не закончив университет, записался добровольцем в ВВС Армии США, и, пройдя дополнительную подготовку на двух авиабазах в Алабаме, получил звание младшего лейтенанта авиации и отправился на Гавайи. 

### Вторая мировая война
Во время нападения японцев на Перл-Харбор, Габрески был среди лётчиков, сумевших поднять в воздух свой самолёт, и попытался контратаковать японцев, которые, однако, отступили, достигнув желаемого. Осенью 1942 года Габрески, уже в чине капитана, отправился в Великобританию, где был прикомандирован в качестве лётчика-истребителя к британским Королевским ВВС.
В дальнейшем Габрески продемонстрировал свою эффективность на европейском театре военных действий, сперва в составе британских, а затем вновь в составе американских ВВС. К середине июля 1944 года он стал лучшим асом ВВС Соединённых Штатов с результатом 28 сбитых немецких самолётов, будучи к этому времени подполковником (с весны 1944 года) и уже долгое время занимал должность командира эскадрильи. Среди подчинённых Габрески, в частности, был другой лётчик-ас польского происхождения — Болеслав Гладич.
20 июля 1944 года Габрески, подполковник Восьмой воздушной армии, ждал на своём аэродроме самолета, на котором собирался возвращаться в отпуск в Соединенные Штаты. Во время отпуска Габрески планировал жениться на своей давней избраннице, американке ирландского происхождения Кей Кокрейн, причём жители его родного городка Ойл-Сити, штат Пенсильвания, уже собрали 2000 долларов на свадебный подарок.
Однако, находясь на аэродроме, Габрески узнал, что летчикам его подразделения было поручено сопровождать бомбардировщики в налёте на немецкий Майнц, и по собственной инициативе решил «слетать ещё разочек». В Майнце, пытаясь уничтожить стоящий на аэродроме «Heinkel He 111», Габрески опустился слишком низко, задел самолётом ВПП аэродрома и потерпел аварию. Успев покинуть самолёт, Габрески добежал до ближайшего леса, после чего бегал от немцев по пересечённой местности в течение пяти дней, пока не был пленён ими и, после допроса, отправлен в Шталаг Люфт I. К этому времени его официальный счёт составлял 28 сбитых в воздухе и 3 уничтоженных на земле вражеских самолётов.
На родину Габрески вернулся из плена только летом 1945 года и всё-таки женился на Кей Кокрейн. Он продолжал служить в ВВС США в должности командира эскадрильи. С началом Холодной войны был командирован в Колумбийский университет для изучения русского языка, и, после того, как сносно справился с этой задачей, был произведён в полковники (1950).

### Корейская война
Командированный в Корею для участия в Корейской войне, Габрески сбил, по американским данным, 6 советских самолётов МиГ-15 лично. Всего же, авиасоединению, которым руководил Габрески, приписывается 96 сбитых советских самолётов, однако, даже в американских источниках Габрески обвиняется в значительных преувеличениях результативности своего подразделения. 
Габрески был харизматичным и своеобразным командиром. Он поощрял жесткую конкуренцию среди лётчиков, абсолютно не интересовался их поведением и дисциплиной на земле, пренебрегал приказами начальства и действовал по своему усмотрению (в частности, пересекал корейско-китайскую воздушную границу для атаки на аэродромы, расположенные на территории Китая, вопреки прямому запрету подобных действий со стороны  командования). Своими личными результатами как лётчика-истребителя он был озабочен не меньше, а иногда больше, чем успехами подчинённых. 
По возвращении в Соединённые Штаты, Габрески была устроена торжественная встреча в Сан-Франциско: он проехал по главной улице в открытой машине среди толпы встречающих, после чего мэр символически вручил ему ключи от города.
Официально Габрески было засчитано 123 боевых вылета в Корее и 289 за всю карьеру.

### Мирная жизнь
В дальнейшем, Габрески ещё 15 лет служил в ВВС США, командовал эскадрильями и вышел в отставку в 1967 году, после чего ещё 11 лет работал в авиастроительной корпорации «Grumman Corporation». 
В 1978 году губернатор штата Нью-Йорк Хью Кэри попросил Габрески стать президентом испытывающей финансовые затруднения государственной железной дороги Лонг-Айленда. Таким образом Кэри надеялся не только привлечь инвестиции для модернизации железной дороги, но и усилить поддержкой Габрески свою позицию во время избирательной кампании. Габрески самоотверженно пытался улучшить положение дел на железной дороге, но столкнулся со множеством бюрократических препятствий. Последней каплей стала аномальная жара 1980 года, во время которой вышли из строя все системы кондиционирования воздуха в пригородных поездах. Назвав свою деятельность на железной дороге «18-ю месяцами борьбы с департаментом транспорта», Габрески 26 февраля 1981 года вышел в отставку и с тех пор находился на пенсии.

### Семья
Габби и Кей Габрески прожили в браке 48 лет. У них родилось девять детей: три сына и шесть дочерей. Двое из трех сыновей окончили Академию ВВС США и стали профессиональными пилотами ВВС. Невестка Габби Габрески, Терри Л. Габрески в августе 2005 была произведена в генерал-лейтенанты, и, ко времени выхода в отставку в 2010 году, была самой высокопоставленной женщиной в американских ВВС. 
Однако, старость Габрески была омрачена тем, что его жена, Кей Габрески, погибла в автомобильной аварии, когда они оба возвращались с авиашоу в Ошкоше 6 августа 1993 года. Сам Габрески скончался в 2002 году в возрасте 83 лет и был похоронен с воинскими почестями, включая пролёт боевого самолёта над местом захоронения.

## Память
В 2020 году кандидатура Габби Габрески была предложена Дональдом Трампом для включения в запланированный мемориальный комплекс «Национальный сад американских героев».

## Награды
| | Командирский знак пилота                                                                             |
| | Крест «За выдающиеся заслуги»                                                                        |
| | Медаль «За выдающуюся службу» (Армия США)                                                            |
| Бронзовый пучок дубовых листьев | Серебряная звезда с бронзовыми дубовыми листьями                                                     |
| | Орден «Легион почёта»                                                                                |
| Серебряный пучок дубовых листьев · Серебряный пучок дубовых листьев · Бронзовый пучок дубовых листьев · Бронзовый пучок дубовых листьев | Крест лётных заслуг с двумя серебряными и двумя бронзовыми дубовыми листьями                         |
| | Бронзовая звезда                                                                                     |
| Серебряный пучок дубовых листьев · Бронзовый пучок дубовых листьев                                                                      | Медаль военно-воздушных сил с серебряными и бронзовыми дубовыми листьями                             |
| Бронзовый пучок дубовых листьев | Знак коллективной награды «Президентская благодарность подразделению» с бронзовыми дубовыми листьями |
| | Знак коллективной «Награды выдающейся военно-воздушной части»                                        |
| | Медаль военнопленного                                                                                |
| Бронзовая звезда за службу | Медаль «За защиту Америки» с одной звездой за службу                                                 |
| | Медаль «За Американскую кампанию»                                                                    |
| Бронзовая звезда за службу | Медаль «За Азиатско-тихоокеанскую кампанию» с бронзовой звездой за службу                            |
| Бронзовая звезда за службу · Бронзовая звезда за службу                                                                                 | Медаль «За Европейско-африканско-ближневосточную кампанию» с двумя бронзовыми звездой за службу      |
| | Медаль Победы во Второй мировой войне                                                                |
| | Медаль «За службу в оккупационной армии»                                                             |
| Бронзовая звезда за службу | Медаль «За службу национальной обороне» с одной звездой за службу                                    |
| Бронзовая звезда за службу · Бронзовая звезда за службу                                                                                 | Медаль «За службу в Корее» с двумя бронзовыми звездой за службу                                      |
| Серебряный пучок дубовых листьев | Награда «За многолетнюю службу в военно-воздушных силах» с серебряными дубовыми листьями             |
| | Крест «За выдающиеся лётные заслуги» ( Великобритания)                                               |
| | Кавалер ордена Почётного легиона ( Франция)                                                          |
| | Военный крест с пальмовой ветвью ( Франция)                                                          |
| | Военный крест с пальмовой ветвью ( Бельгия)                                                          |
| | Крест Храбрых ( Польское правительство в изгнании)                                                   |
| | Благодарность президента Республики Корея ( Республика Корея)                                        |
| | Медаль «За службу ООН в Корее» ( ООН)                                                                |
| | Медаль «За службу на Корейской войне» ( Республика Корея)                                            |